# Vándor az úton
A Vándor az úton a Hobo Blues Band hatodik nagylemeze, amely 1987-ben jelent meg.
Jim Morrison halála után 15 évvel önálló esttel tisztelgett emlékének Földes. A nyilvános koncertre a Magyar Rádió 6-os stúdiójában került sor, ahol rögzítették a hangfelvételt. Morrison dalszövegeit Hobo fordította magyarra, a dalok átdolgozására pedig Póka Egon vállalkozott. A koncertfelvételt 1987-ben dupla album formájában fekete lemezen adta ki a Hungaroton, majd 2008-ban, a Hobo Blues Band 30. évfordulójának tiszteletére, CD-n is megjelent.

## Számlista
Az összes szám szerzője Jim Morrison. 
| #   | Cím                        | Hossz |
| --- | -------------------------- | ----- |
| 1.  | Ébredés                    |       |
| 2.  | A másik oldalra törjünk át |       |
| 3.  | Szeress kétszer            |       |
| 4.  | A zenének vége             |       |
| 5.  | Miss Maggie M'Gill         |       |
| 6.  | Alabama Song               |       |
| 7.  | Spion                      |       |
| 8.  | Óda L.A.-hez               |       |
| 9.  | Vad srác                   |       |
| 10. | Vad szerelem               |       |
| 11. | Országúti fogadó blues     |       |
| 12. | Lobbants lángra            |       |
| 13. | Vándor az úton             |       |
| 14. | Amerikai ima               |       |
| 15. | Spanyol karaván            |       |
| 16. | Öten egyért                |       |
| 17. | A napra várva              |       |
| 18. | A vég                      |       |

## Közreműködők
- Földes László – ének, vers
- Fuchs László – billentyűs hangszerek
- Tóth János Rudolf – gitár
- Póka Egon  – basszusgitár
- Döme Dezső – dob

## Külső hivatkozások
- Hivatalos oldal